# Nuratau
Il Nuratau (in uzbeko Нурота тоғлари, Nurota togʻlari; in russo Нурата́у, Nuratau, o Нурати́нский хребе́т, Nuratinskij grebet) è una catena montuosa dell'Asia centrale situata in Uzbekistan; costituisce uno dei contrafforti occidentali del sistema montuoso Gissar-Alai e delimita a sud il deserto del Kyzylkum; ad est la Porta di Tamerlano, attraversata dal Sanzar, ne segna il confine con un'altra catena montuosa, il Malguzar. Si estende su un fronte di 170 km e culmina nei 2169 m del monte Zargar. La catena, costituita prevalentemente da scisto, ha una cresta piuttosto piatta, un versante settentrionale scosceso e roccioso e un versante meridionale più dolce. È suddiviso in più parti da piccoli corsi d'acqua. Le steppe montane di alta quota e quelle arbustive che crescono sulle pendici vengono utilizzate per il pascolo. Nelle valli del versante meridionale vi sono oasi con frutteti, giardini e campi irrigati.